# Poligono equiangolo
In geometria, un poligono equiangolo è un poligono nel quale tutti gli angoli ai vertici sono congruenti fra loro, cioè della stessa ampiezza.

Il rettangolo: un poligono equiangolo ma non equilatero

Le proprietà di equiangolarità e di equilateralità in uno stesso poligono danno forma a un poligono regolare, ma sono soltanto mutuamente persistenti soltanto nel triangolo; già nei quadrilateri è possibile trovare alcuni poligoni equiangoli ma non equilateri (si pensi ai rettangoli).
In un poligono equiangolo l'ampiezza in gradi di ogni angolo è:
{\displaystyle 180-{\frac {360}{n}}}
dove n è il numero dei lati (o degli angoli).